# Foggy Bottom-GWU
Foggy Bottom-GWU è una stazione della metropolitana di Washington, situata sul tratto comune delle linee blu, arancione e argento. Si trova nel quartiere di Foggy Bottom, e serve il campus della George Washington University; è anche la stazione più vicina al quartiere di Georgetown.
È stata inaugurata il 1º luglio 1977, contestualmente all'apertura della linea blu.
La stazione è servita da autobus del sistema Metrobus (anch'esso gestito dalla WMATA) della Maryland Transit Administration, nonché dal DC Circulator.